# Delfín Sporting Club
Maillots
Actualités
Dernière mise à jour : 8 mai 2025.
Le Delfín Sporting Club est un club équatorien de football basé à Manta dans la province de Manabí. Le club voit le jour en 1989.
Une rivalité contre LDU Portoviejo, l'autre grand club de la province de Manabí. La rencontre de ces deux équipes, est connu comme le Clásico Manabita. Puis, il y a aussi une rivalité contre le Manta FC, l'autre grand club de Manta. La rencontre de ces deux équipes, est connu comme le Clásico Mantense.
Le club est actuellement présidé par José Delgado.

## Histoire
En 2014, le Delfín SC fait son retour en Serie B. Après 14 ans d'absence dans l'élite du football équatorien, le Delfín SC revient en Serie A pour la saison 2016, il a disputé par ailleurs 12 saisons en Serie A.

## Palmarès
- Championnat d'Équateur  (1)
  - Champion : 2019.
  - Vice-champion : 2017.
- Championnat d'Équateur de deuxième division (2) :
  - Champion :  1989-E1 et 2015
  - Vice-champion : 1997 et 2000
- Coupe d'Équateur
  - Finaliste : 2019
- Supercoupe d'Équateur
  - Finaliste : 2020

## Anciens joueurs
- Jacinto Espinoza
- José Gavica
- Alfonso Obregón